# 第46师团 (日本陆军)
第46师团（だいよんじゅうろくしだん）是大日本帝國陸軍师团之一。

## 沿革
1943年（昭和18年）5月，为进行本土防衛強化第42师团、第43师团、第46师团、第47师团被下令新设立。第46师团于5月14日以留守第6师团和独立第66步兵团为基础在熊本编成，隶属于西部軍。
1943年10月受命从南部战线撤出，其所属的步兵第123联队在爪哇岛東部小巽他群岛松巴哇島登陆，两个月后步兵第147联队也在松巴哇島登陆。剩余的步兵第145联队因运输船的缘故未能参加进攻，1944年（昭和19年）6月，编入硫黄島的小笠原兵团并在硫磺岛战役中全军覆灭。
师团主力于1945年（昭和20年）4月从松巴哇岛转至马来半岛负责警備任务，在未经历大规模战斗的情况下迎来终战。

## 师团概要

### 歴代师团長
- 萱嶋高 中将 1943年6月10日 -
- 若松只一 中将 1943年10月15日 -
- 国分新七郎 中将 1944年11月14日 -

### 最終司令部構成
- 参謀長：新関荣作大佐
  - 参謀：馬杉一雄中佐
  - 参謀：山本立夫少佐
  - 参謀：江見秀明少佐
- 高級副官：土屋正德中佐

### 最終所属部隊
- 步兵第123联队（熊本）：中條丰馬大佐
- 步兵第147联队（都城）：西蓮寺元大佐
- 第46师团战車隊：松永美尚少佐
- 第46师团通信隊：原田孫介大尉
- 第46师团輜重隊：有馬安成大尉
- 第46师团兵器勤務隊：阿万哲雄少佐
- 第46师团経理勤務部：三ツ森文一主計中佐
- 第46师团野战医院：田中平吉軍医大佐